# Vera Schwarz (Cembalistin)
Vera Schwarz (* 31. Januar 1929 in Hamburg; † 29. Juni 1980 in Wien) war eine deutsche Cembalistin, Hochschullehrerin und Musikforscherin.

## Leben
Vera Schwarz studierte von 1947 bis 1949 Klavier an der Nordwestdeutschen Musikakademie Detmold. Sie gehörte dort der Meisterklasse des Pianisten Conrad Hansen an und studierte ergänzend dazu bei der Cembalistin Irmgard Lechner. Anschließend setzte sie ihr Studium mit Schwerpunkt Cembalo in Hamburg fort bei der Pianistin und Cembalistin Eliza Hansen. 1954 beendete Schwarz ihr Studium in Detmold mit der Diplomprüfung.
1956 erfolgte die Übersiedlung nach Wien mit Cembalostudien bei Eta Harich-Schneider. 1958 erhielt sie den 1. Preis für Cembalo beim Internationalen Musikwettbewerb der ARD in München. Es folgten Auftritte als Solistin (Cembalo und Hammerflügel) und in Kammermusikformationen, begleitet von Rundfunk- und Schallplattenaufnahmen. Ab 1964 leitete sie an der Musikhochschule in Graz eine Ausbildungsklasse für Cembalo. 1971 wurde sie dort zur außerordentlichen. Professorin ernannt, 1977 zur ordentlichen Professorin für das Lehrfach Cembalo und Aufführungspraxis.
1967 übernahm Vera Schwarz in Graz (Österreich) die Leitung des von ihr gegründeten Instituts für Alte Musik und Aufführungspraxis (IAP) an der Grazer Musikhochschule; zeitgleich richtete der Philosoph und Musikforscher Harald Kaufmann (1927–1970) dort das Institut für Wertungsforschung (jetzt: Institut für Musikästhetik) ein. „Universalistisch in ihren Interessen, interdisziplinär in ihrer Arbeitsweise, dialogisch in ihrem intellektuellen Stil, kontextualisierend im Zugang zu kulturellen Phänomenen, bewegt von Ungenügen am oder gar Misstrauen gegen den bestehenden Musikbetrieb, entwickelten Schwarz wie Kaufmann unter den Titeln 'Aufführungspraxis' respektive 'Wertungsforschung' zukunftsweisende Programme, in denen Wissenschaft und Kunst aufeinander bezogen waren.“
Als erste Leiterin und zugleich Vorstand dieses Instituts erstellte Vera Schwarz als erstes einen Aufgabenkatalog, der in der Anfangsphase des Instituts den Aufbau einer Bibliothek und die Organisation von Kursen für diverse historische Instrumente vorsah. Außerdem veranstaltete sie  „Wochenendgespräche“, aus denen die Buchreihe Beiträge zur Aufführungspraxis hervorging. Gleichzeitig betrieb sie den Aufbau des Ensembles Parnassum Musicum Graecensis und wurde Präsidentin der von ihr gegründeten  Gesellschaft für Forschungen zur Aufführungspraxis.
Ab 1970 veranstaltete Vera Schwarz Symposien mit der Zielrichtung, einen Dialog zwischen Vertretern der Bereiche Theorie und Praxis in der Musik herzustellen. Ihre Auffassung über die Alte Musik und deren Aufführungspraxis  war Thematik vieler ihrer Kurse und der Vortragstätigkeit in den USA und Schweden.

## Auszeichnungen
1. Preis für Cembalo beim  Internationalen Musikwettbewerb der ARD in München 1958